# Содино
Содино — сельцо, затем хутор на территории Александровского района Владимирской области России. Упразднено после 1926 года.

## История
Обозначено на плане Генерального межевания Владимирской губернии конца XVIII века.
В списке 1857 года упоминается как помещичье сельцо Переславского уезда Владимирской губернии. По данным VIII ревизии 1835 года в нём проживало 54 человека (26 мужчин и 28 женщин), по данным IX ревизии 1850 года — 64 человека (30 мужчин и 34 женщины), по данным 1857 года — 69 человек (32 мужчины и 37 женщин) в 6 дворах, занимавшихся земледелием и пилкой тёса. Имелись господский деревянный дом Князеделевой, хлебозапасный магазин, кузница и кирпичный завод. По данным 1859 года — владельческое сельцо Содино (Созино) 2-го стана того же уезда при пруде, в 28 верстах от уездного города, где проживало 64 человека (29 мужчин, 35 женщин) в 7 дворах, имелся завод.
К 1900 году большая часть жителей выселилась из деревни, принадлежавшей когда-то помещику Сорохтину. По состоянию на 1905 год на хуторе Содино Вишняковской волости Переславского уезда проживало 2 человека в 1 дворе. По переписи 1926 года на хуторе Измайловского сельсовета Тирибровской волости Александровского уезда в 1 крестьянском дворе проживало 5 человек (3 мужчины, 2 женщины).